# Kombo East
Il distretto di Kombo East è un distretto del Gambia nella Divisione della West Coast con 28.146 abitanti al censimento del 2003.

## Società

### Evoluzione demografica
In base ai dati del censimento 1993 la popolazione del distretto era così suddivisa dal punto di vista etnico:
| Etnia       | Abitanti | %     |
| ----------- | -------- | ----- |
| Mandingo    | 9.783    | 50,20 |
| Fulani      | 2.084    | 10,69 |
| Wolof       | 108      | 0,55  |
| Jola        | 5.618    | 28,83 |
| Serahule    | 86       | 0,44  |
| Altre etnie | 1.809    | 9,28  |